# GNU IceCat
GNU IceCat (« chat de glace » en français) est un navigateur web libre. Initialement connu sous le nom GNU IceWeasel (« belette de glace »), c'est la version GNU de Mozilla Firefox, publié dans le cadre de la suite GNUzilla par la Free Software Foundation.
Il s'agit actuellement du seul programme de GNUzilla disponible au téléchargement.

## Historique
Le projet est initié en octobre 2005 par l'italien Giuseppe Scrivano, aujourd'hui connu pour ses multiples contributions au sein du projet GNU. Le projet est baptisé GNUzilla dès le 7 octobre à partir d'un fork du navigateur Mozilla Firefox. Son ambition est de relancer le concept de suite Internet popularisé quelques années plus tôt par la suite Mozilla. Le 13 novembre, toutes les occurrences de la marque Mozilla sont supprimées, action qui pose la question du droit des marques plusieurs mois avant la controverse publique entre les projets Debian et Mozilla. Le logo GNUzilla, ajouté le 23 janvier 2006, portera l’ambition de créer une nouvelle suite Internet. La Free Software Foundation acquiert les droits d'auteurs en 2006 conférant par là-même au projet le label paquet GNU. Le navigateur est renommé IceWeasel le 20 mai 2006. Dans la communauté du Libre, on voit dans ce navigateur la version de Firefox que Debian s'apprête à distribuer dans sa prochaine mouture (Etch). Il n'en sera rien. Le navigateur est renommé IceCat après la sortie de la version Debian (Iceweasel), pour éviter toute confusion et du fait de sa précédence. 
L'appellation « IceCat » (littéralement « chat de glace ») est une allusion à « Firefox » (littéralement « renard de feu »).
Les versions Windows et OS X de GNU IceCat, nécessitant désormais la compilation de logiciels non libres, ne sont plus supportées depuis le 1er décembre 2016,.

## Caractéristiques
- GNUzilla garde la licence utilisée pour Firefox par Mozilla pour faciliter la réutilisation de code ;
- Mises à jour prévues en fonction des correctifs ou nouvelles versions de Firefox ;
- Absence de promotion de tout module propriétaire, non libre ou non couvert par une licence ouverte ou jugée équivalente à la licence publique générale GNU. Pour inclure des modules complémentaires non libres à IceCat, il faudra passer par le site web de modules de Mozilla, alors que Firefox, tout en étant pleinement conforme en tant que logiciel libre, propose sur son site de modules complémentaires l'inclusion de modules propriétaires, ou partagiciels, plutôt que de modules libres préconisant l'approche du Free/Libre Open Source Software (FLOSS)[11],[12],[13] ;
- Ajout de fonctionnalités de protection de la vie privée spécifiques (fingerprinting contre-mesures, etc.).